# Petalobrissus
Petalobrissus is een geslacht van uitgestorven zee-egels uit de familie Faujasiidae. Vertegenwoordigers van dit geslacht zijn slechts als fossiel bekend.

## Soorten
- Petalobrissus burckhardti Lambert, 1936 †